# Sabulodes columbiata
Sabulodes columbiata là một loài bướm đêm trong họ Geometridae.